# Boris Tchotchiev
Boris Tchotchiev (1 de novembro de 1957 - 22 de julho de 2021) foi primeiro-ministro da Ossétia do Sul de 17 de agosto de 2008 até 22 de outubro de 2008.
Foi nomeado depois do presidente Eduard Kokoity dissolver o governo anterior e proclamar estado de emergência.
Antes de se tornar primeiro-ministro, Tchotchiev ocupou o cargo de vice-primeiro-ministro, além de ter sido o negociador-chefe do governo secessionista da Ossétia do Sul.